# Jacopo Sala
Jacopo Sala, född 5 december 1991 i Alzano Lombardo, är en italiensk fotbollsspelare.

## Karriär
Den 5 september 2020 värvades Sala av Spezia, där han skrev på ett tvåårskontrakt. Den 1 september 2023 kom Sala överens med klubben om att bryta sitt kontrakt.